# Formacja Rio Bonito
Formacja Rio Bonito (port. Formação Rio Bonito) – formacja geologiczna składająca się ze skał osadowych, występująca w południowej Brazylii (stany São Paulo, Parana, Santa Catarina, Rio Grande do Sul) i w Urugwaju, w niecce Parany. Jej wiek oceniany jest na środkowy perm.

## Nazwa
Nazwa formacji pochodzi od miejscowości Rio Bonito, gdzie skały te zostały odkryte i opisane po raz pierwszy przez White'a (1908).

## Opis
Formacja Rio Bonito składa się ze skał osadowych, głównie z piaskowców, mułowców, łupków ilastych z wkładkami węgle kopalnych. W skałach tej formacji odkryto liczne skamieniałości flory glossopterysowej (paprocie nasienne), podobne jak na innych kontynentach południowych, co nasunęło myśl o ich wspólnym rozwoju w tym czasie.

## Wiek
Wiek formacji Rio Bonito został określony na środkowy perm.

## Położenie

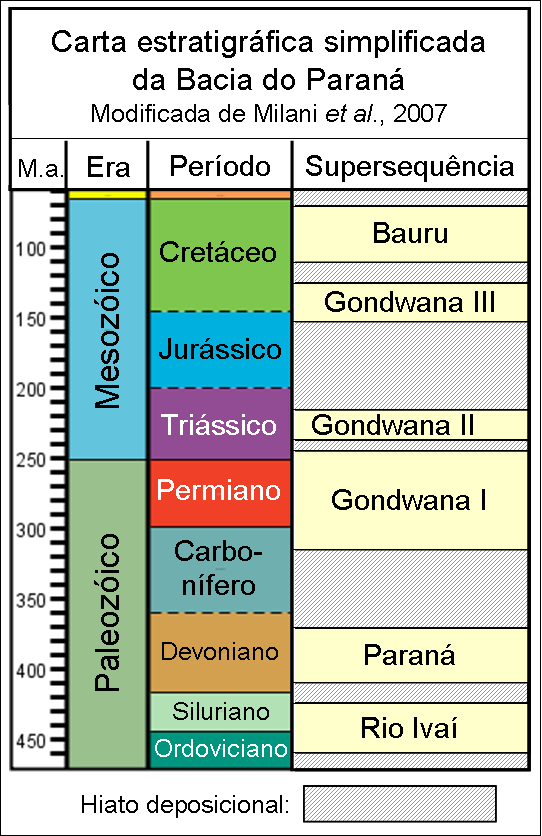
Stratygrafia niecki Parany (Milani, 1997)

Powyżej zalega formacja Palermo (port. Formação Palermo), a poniżej Grupa Itararé (port. Grupo Itararé).
Milani (1997) określił formację Rio Bonito jako część supersekwencji Gondwana I (port. Supersequência Gondwana I).

## Znaczenie gospodarcze
W skałach grupy Itararé występują złoża węgla kamiennego.